# Jemima Moore
Jemima Moore (Geelong, 18 marzo 1992) è un'atleta paralimpica australiana, gareggiando principalmente nella staffetta 4x100 metri classe T53/54. Ha rappresentato l'Australia alle Paralimpiadi di Pechino 2008 e Rio 2016.

## Biografia
Jemima, all'età di sei anni, fu attaccata da un raro virus spinale che colpì la parte bassa della schiena e le causò una paraplegia incompleta a lungo termine.

## Carriera
Jemima Moore ha gareggiato alle Paralimpiadi estive del 2008 a Pechino, in Cina, vincendo una medaglia d'argento nella staffetta 4x100 metri femminile classe T53/54. Ha gareggiato anche nei 100 metri individuali nella classe T54, ma è arrivata terza nella sua batteria e non riuscendo ad accedere alla finale.
Moore ha anche gareggiato alle Paralimpiadi estive del 2016 di Rio de Janeiro dove ha vinto una medaglia d'argento nella staffetta 4×400 metri femminile classe T53/54. È arrivata undicesima nei 100 metri e 400 metro femminili classe T54 e decima negli 800 metri femminili.
Ai Campionati del mondo di atletica leggera paralimpica 2017 svoltesi a Londra, è arrivata decima nelle gare femminili dei 400 metri classe T54, 800 metri classe T53 e 1500 metri classe T54. Moore è stata uno delle tre atlete paralimpici di Geelong, insieme Martin Jackson e Sam McIntosh, ad essere selezionata per i campionati.

## Palmarès
Categorie T53, T54
- Giochi Paralimpici

Paralimpiadi estive del 2016 di Rio de Janeiro: argento nella staffetta 4x400m classe T53/54
Paralimpiadi estive del 2008 a Pechino: argento nella staffetta 4x100m classe T53/54